# Орден Виестура
О́рден Ви́естура (латыш. Viestura ordenis) — государственная награда Латвии. Учреждён в 1938 году, восстановлен в 2004 году.

## История
Законом от 12 июля 1938 года, утверждённым президентом Латвии Карлом Улманисом, с 11 августа 1938 года были учреждены две новые государственные награды: орден Виестура и крест Признания.
Орден Виестура учреждался «в память о могуществе древней самостоятельной Латвии», был назван в честь легендарного вождя земгалов Виестурса и предназначался исключительно для военных чинов.
Первоначально орден просуществовал 20 месяцев. Первое награждение состоялось 17 ноября 1938 года, последнее — 13 июня 1940 года. После присоединения Латвии к СССР орден перестал существовать. Всего за это время был награждён 3221 человек:
I степенью — 6 человек (генералы Балодис, Беркис, Курелис, Крустиньш, Вирсайтис и Розенштейнс),
II степенью — 28 человек,
III степенью — 126 человек,
IV степенью — 390 человек,
V степенью — 701 человек,
знаком отличия I степени — 578 человек,
знаком отличия II степени — 1 022 человека,
знаком отличия III степени — 370 человек.
Орден Виестура восстановлен как государственная награда Латвийской Республики 24 марта 2004 года. По новому положению орденом могут быть награждены не только военные, но и гражданские лица.

## Параметры награждения
Орден Виестура предназначен для вознаграждения военных и гражданских лиц «за особые военные заслуги, а также особые заслуги в движении национального сопротивления и защиту государственной независимости, поддержание и укрепление государственной безопасности и общественного порядка, защиту государственной границы, формирование государственных вооружённых сил и воспитание гражданского сознания граждан при подготовке для службы своей стране и несгибаемой защиты своей земли».
Орден Виестура I степени может быть присуждён посмертно.
Орденом Виестура могут быть награждены иностранные военные «за заслуги в обучении и воспитании латвийских вооруженных сил, поддержание и укрепление государственной безопасности и общественного порядка». Также орденом Виестура «за особые заслуги в развитии межгосударственных отношений» могут быть награждены лидеры других государств и члены официальных иностранных делегаций, а также иностранные послы.

## Степени ордена
Орден Виестура имеет пять степеней и почётные знаки отличия трёх степеней:
- I степень или Командор Большого креста
- II степень или Великий офицер
- III степень или Командор
- IV степень или Офицер
- V степень или Кавалер

- Знак отличия I степени
- Знак отличия II степени
- Знак отличия III степени

## Знаки ордена
Знак ордена представляет собой золотой прямой крест белой эмали. На каждом конце креста находятся два маленьких и один большой круглые выступы красной эмали и по одному золотому шарику. В центре лицевой стороны креста находится круглый медальон белой эмали с широким двойным золотым ободком. В центре медальона две наложенные друг на друга латинские литеры красной эмали: «VR» (Vesthardus Rex — правитель Виестур). В центре оборотной стороны креста — круглый медальон без эмали с широким ободком. В центре медальона обозначен год — «1219» (год начала борьба земгалов, руководимых правителем Виестуром, против крестоносцев). На ободке по окружности девиз ордена — «CONFORTAMINI ET PUGNATE» (Будь сильным и борись).
При награждении орденом военных чинов (до 1940 года — только за боевые заслуги) к знаку ордена добавляются два скрещенных, проходящих через центр креста, золотых меча, рукоятями вниз. При награждении орденом гражданских лиц вместо мечей добавляются расширяющиеся, с раздвоенными концами, лучи белой эмали, образующие собой косой мальтийский крест.
Знак через малое кольцо крепится к подвесу в виде Большого государственного герба Латвии геральдических цветов. Подвес через кольцо крепится к орденской ленте.
Размер знака (без герба): I степени — 58 мм (до 1940 года — 54 мм), II и III степени — 52 мм (до 1940 года — 49 мм), IV и V степени — 40 мм.
Звезда ордена четырёхконечная серебряная. В центре звезды накладной знак ордена. Диаметр звезды I степени — 87 мм, II степени — 80 мм.
Лента ордена шёлковая муаровая красного цвета. Ширина ленты I степени — 110 мм (для дам — 75 мм), II—V степеней — 32 мм.
Знак отличия представляет собой круглую медаль диаметром 30 мм. На лицевой стороне изображён знак ордена, на оборотной стороне — девиз ордена в 3 строки «CONFORTAMINI / ET / PUGNATE» (первое слово — по дуге), под которым полувенок из дубовых листьев.
Знак отличия I степени — позолоченный, II степени — серебряный и III степени — бронзовый.
Для повседневного ношения учреждены миниатюрные знаки ордена, розетки и планки. Они одинаковые для всех степеней ордена.
Размер миниатюрного знака ордена — 15 мм, ширина ленты — 13 мм. Размер миниатюрного почётного знака отличия — 12 мм, ширина ленты — 13 мм.
На гражданской одежде носится розетка с закреплённым знаком ордена диаметром 12 мм. На мундирной одежде носится планка из орденской ленты размером 32×9 мм. При награждении за военные заслуги к планке крепятся скрещенные мечи, длиной 18 мм. На планке, обозначающей собой почётный знак отличия, крепится звёздочка (позолоченная, серебряная или бронзовая), диаметром 4 мм.
| 1-я степень ордена c мечами | 1-я степень ордена | 1-я степень ордена с мечами, для награждения женщин | 1-я степень ордена, для награждения женщин |
| --------------------------- | ------------------ | --------------------------------------------------- | ------------------------------------------ |
|                             |                    |                                                     |                                            |
|                             |                    |                                                     |                                            |
| 2-я степень ордена c мечами | 2-я степень ордена | 2-я степень ордена с мечами, для награждения женщин | 2-я степень ордена, для награждения женщин |
|                             |                    |                                                     |                                            |
|                             |                    |                                                     |                                            |
| 3-я степень ордена c мечами | 3-я степень ордена | 3-я степень ордена с мечами, для награждения женщин | 3-я степень ордена, для награждения женщин |
|                             |                    |                                                     |                                            |
|                             |                    |                                                     |                                            |
| 4-я степень ордена          | 5-я степень ордена | Знак отличия I степени                              | Знак отличия II степени                    |
|                             |                    |                                                     |                                            |
|                             |                    |                                                     |                                            |
| Знак отличия III степени    |                    |                                                     |                                            |
|                             |                    |                                                     |                                            |
|                             |                    |                                                     |                                            |

## Правила ношения
Знак ордена I степени носится на широкой орденской ленте через правое плечо, со звездой I степени на левой стороне груди.
Знак ордена II степени носится на орденской ленте на шее (дамы - на банте из орденской ленты на левой стороне груди), со звездой II степени на правой стороне груди.
Знак ордена III степени носится на орденской ленте на шее (дамы - на банте из орденской ленты на левой стороне груди).
Знаки ордена IV и V степеней носятся на орденской ленте на левой стороне груди, при этом к ленте ордена IV степени добавляется круглая розетка из орденской ленты.
Почётные знаки отличия I, II и III степеней носятся на орденской ленте на левой стороне груди.

## Кавалеры
Некоторые награждённые орденом Виестура:
- Аперат, Карл — латвийский военачальник, штандартенфюрер войск СС[1]
- Иосиф Башко — командующий Военно-воздушными силами Латвии, военный летчик русской, советской и латвийской армии (1939).[2]
- Вике-Фрейберга, Вайра — президент Латвийской Республики в 1999—2007 годах (2007).[3]
- Затлерс, Валдис — президент Латвийской Республики с 2007 года (2008).[4]
- Зеленский, Владимир Александрович – президент Украины.[5]
- Андрис Знотиньш — полицейский (посмертно).[6][7]
- Кипурс, Янис — бобслеист, Олимпийский чемпион 1988 года.[8]
- Кузьмин, Афанасий Иванович — стрелок, Олимпийский чемпион 1988 года (2007).[9]
- Лобе, Карлис — латвийский военачальник.
- Маклаковс, Юрис — командующий Национальными вооружёнными силами Латвии.[10]
- Улманис, Карлис — президент Латвии в 1936—1940 годах.[11]